# Johnny B. Goode
Johnny B. Goode è un brano musicale del musicista statunitense Chuck Berry, pubblicato nel 1958 nel singolo Johnny B. Goode/Around & Around.

## Descrizione
Il brano, scritto da Berry nel 1955 e pubblicato il 31 marzo 1958, è il racconto in chiave rock & roll di un esempio di realizzazione del sogno americano: il testo narra di un povero ragazzo di campagna che non sa né leggere né scrivere ma ha grandi possibilità di diventare un famoso musicista grazie al duro lavoro e alla sua grande abilità naturale nel suonare la chitarra.
Sebbene sia in parte autobiografica, è probabile che questa canzone sia stata ispirata da Johnnie Johnson, che suonò il piano, compose numerose canzoni con Berry ed è considerato il maggior contributore al sound unico di Berry. A differenza del protagonista del brano, nella realtà Berry non era originario di New Orleans, in Louisiana, ma di Saint Louis, nel Missouri.
In una versione inedita precedente, Berry descriveva Johnny B. Goode come un "ragazzo di colore" anziché come un "ragazzo di campagna"; il verso fu cambiato per paura che la canzone non venisse trasmessa alla radio.
Berry in seguito scrisse un sequel di questa canzone, chiamato Bye Bye Johnny. Il suo "concerto in B. Goode" è un'esplorazione strumentale del "Chuck Berry style" eseguita dal suo stesso maestro e inventore.
Una registrazione della canzone da parte di Berry fu inclusa nel Voyager Golden Record, il disco imbarcato sulla navicella spaziale Voyager, come uno dei tre esempi della musica degli Stati Uniti d'America e come rappresentazione del rock & roll fra le imprese culturali dell'umanità. Il pezzo è collocato al 7º posto nella lista dei 500 migliori brani musicali secondo Rolling Stone.

## Formazione
- Chuck Berry – chitarra, voce
- Lafayette Leake – pianoforte
- Willie Dixon – basso
- Fred Below – batteria

## Nella cultura di massa
Johnny B. Goode ha riscosso un enorme successo in tutto il mondo ed è stata menzionata diverse volte da altri artisti e scrittori, con citazioni in film, spettacoli televisivi, pubblicità e altre canzoni, tra cui:
- Nel film del 1985 Ritorno al futuro, il protagonista Marty McFly (interpretato da Michael J. Fox), durante il ballo del liceo "Incanto sotto il mare" nel 1955, si offre di sostituire sul palco Marvin Berry, il chitarrista del gruppo Marvin Berry & the Starlighters, che si è infortunato ad una mano. Marty esegue Johnny B. Goode, che nel 1955 non era ancora stata pubblicata, definendola «un pezzo un po' vecchio, dalle mie parti» e riscuotendo un enorme successo, e Marvin si precipita a telefonare a suo cugino Chuck Berry per fargli ascoltare in diretta «quel nuovo sound che sta cercando». Marty conclude l'esecuzione con una serie di improvvisazioni ed assoli e, vedendo il pubblico profondamente perplesso, dichiara ironicamente: «Penso che ancora non siate pronti per questa musica... ma ai vostri figli piacerà!». La stessa scena è stata ripresa in Ritorno al futuro - Parte II. La canzone, nel film, è cantata da Mark Campbell. Questa sequenza contiene un errore storico, in quanto la chitarra suonata dal protagonista è una Gibson ES-345T con circuito stereo e varitone, che nella realtà è stata prodotta e commercializzata solo a partire dal 1959.
- John Kerry, candidato del Partito Democratico alle elezioni presidenziali negli Stati Uniti nel 2004 (nelle quali è stato sconfitto dal rivale repubblicano e presidente uscente George W. Bush), ha usato la canzone come colonna sonora di gran parte degli eventi della sua campagna elettorale.
- Il protagonista della settima serie del manga "Le Bizzarre Avventure di Jojo: Steel Ball Run" Johnny Joestar è ispirato a questa canzone.
- Nell'album Two-Faced dei Tankard c'è una canzone intitolata Jimmy B. Bad, chiaro riferimento a Johnny B. Goode sia per il titolo che per la frase iniziale della canzone «I was born in dirty town» al posto di «I was born in New Orleans».
- La colonna sonora del videogioco Final Fantasy VI contiene una traccia intitolata Johnny C. Bad. Sebbene il titolo sia una chiara parodia di Johnny B. Goode, le due canzoni non si assomigliano.
- Uno dei protagonisti della serie TV Misfits of Science è un chitarrista e cantante rock chiamato Johnny B (Johnny Bukowski), che è un grande appassionato di Chuck Berry ed in molti episodi improvvisa filastrocche sulle note di Johnny B. Goode.
- Nella canzone The Purple People Eater Meets the Witch Doctor di Joe South viene citata la canzone di Berry.
- Nella serie thriller-horror Kingdom Hospital, il custode capo si chiama Johnny B. Goode.
- Nella seconda puntata della seconda stagione della serie animata Miraculous - Le storie di Ladybug e Chat Noir, intitolata Orsaccio, durante il ballo nell'hotel di Chloè Bourgeois la canzone si può ascoltare per qualche secondo durante uno scontro.

## Cover
Molti artisti hanno fatto una cover di questa canzone, tra cui:
- 5-Driver
- AC/DC (live)
- Aerosmith
- Anyeurysm
- Andrés Calamaro
- Bad Religion (live)
- Backyard Babies & Hellacopters (live)
- Beach Boys (live)
- Ben Waters
- Big Tom and The Mainliners
- Bill Haley & His Comets
- Bon Jovi, cantata dal vivo insieme con Scorpions e Cinderella
- Bruce Dickinson, Rosendo Mercado & Los Suaves (live)
- Bruce Springsteen (live)
- Buck Owens, la cui versione raggiunse la posizione numero 1 nelle classifiche di vendita dei singoli nel 1969.
- Buddy Holly
- Carlos Santana
- Cidade Negra  (live)
- Coldplay (live)
- Dee Dee Ramone (live)
- Devo
- Dr. Feelgood
- Earthlings
- Eddie Meduza
- Elio e le Storie Tese, No Gianni no (parodia)
- Elton John
- Elvis Presley
- Five Iron Frenzy
- Frank Marino & Mahogany Rush
- Freddie & the Dreamers
- Funky Fred and the Groove Funk Machine
- George Thorogood
- Girlschool (live)
- Green Day (live)
- Hanson
- Hell Rippers (live)
- Huey Lewis and the News
- Ian Stuart and the Klansmen
- Jaime López
- Jerry Lee Lewis
- Jimi Hendrix (live)
- John Denver
- John Farnham
- Johnny Winter
- Jonny Lang - una parodia
- Judas Priest
- Julian Lennon
- Kojanij Olen
- Led Zeppelin (live)
- Léo Jaime (Johnny Pirou, in portoghese)
- Living Colour (live)
- LL Cool J, la cui cover è intitolata Go Cut Creator Go
- Little Tony
- Los Suaves (live)
- Lynyrd Skynyrd (live)
- Marc Broussard
- Mark Campbell, canta al posto di Marty McFly (Michael J. Fox) in Ritorno al futuro.
- Men at Work
- Motörhead  (Live At Ed Sullivan Show)
- Mina
- Muska, 45 giri del 1973 (Love Records – LRS 2053), album Muska (Love Records – LRC 94), testo di M. A. Numminen, pubblicato in Finlandia
- NOFX
- NRBQ
- Off Kilter
- Operation Ivy
- Patrick Topaloff (Ali Be Good, una parodia)
- Peter Tosh (remake in chiave reggae)
- Phillip Magee
- Phish
- Proletaryat
- Prince (live)
- Ratdog
- Reaux Sham Beaux
- Slade
- Slaughter and the Dogs
- Status Quo
- Stray Cats
- The 101'ers (live)
- The Beatles
- The Coronados
- The Carpenters (live)
- The Grateful Dead
- The Hubcaps
- The Kupers  (live)
- The Plastic Swords (live)
- The Rockers
- The Sex Pistols (parodia)
- The Stimulators
- The Tornadoes
- The Ukulele Orchestra of Great Britain
- Too Louder 4  (live)
- Twisted Sister (live)
- Uncle Tupelo
- Vasco Rossi e Steve Rogers Band  (live)
- Wardy and the Rockets
- Will Hoge (live)

Inoltre, i Distorsion hanno fatto una loro cover della canzone chiamata Johnny Rotten in onore al cantante del gruppo punk Sex Pistols.